# Calendario capadocio

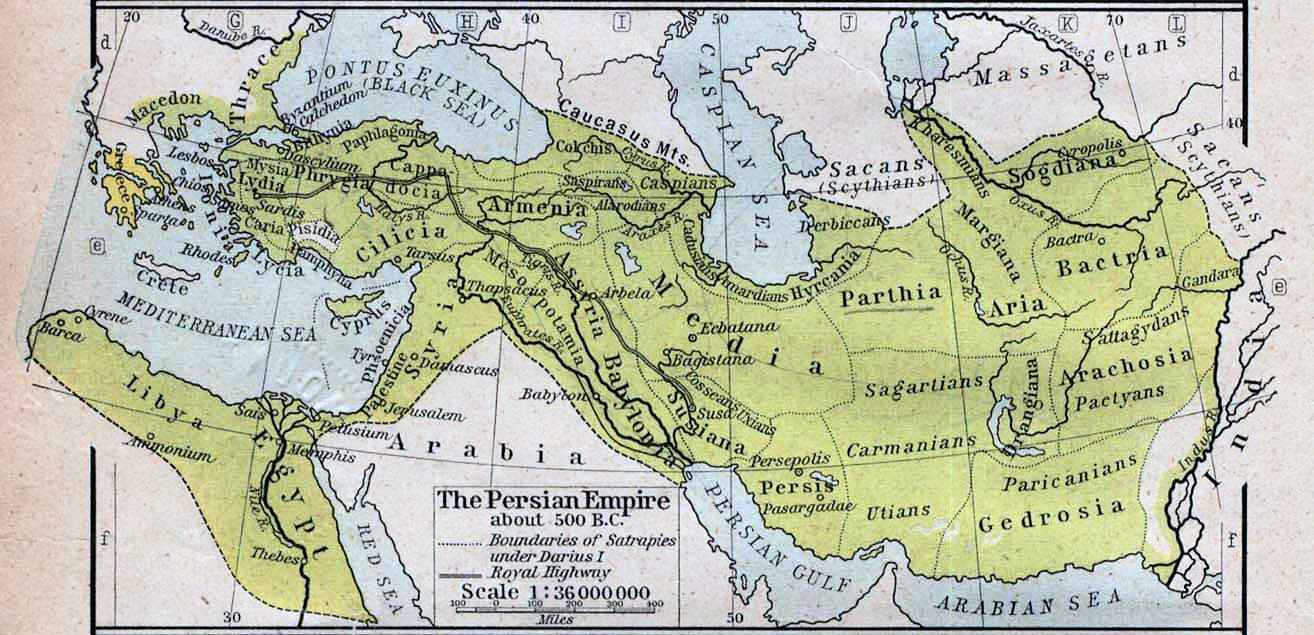
Mapa que muestra el imperio aqueménida c. 500 a. C., por William Robert Shepherd (1923)

El calendario capadocio fue un calendario solar derivado del calendario zoroástrico persa. Se llama como la región histórica de Capadocia, ubicada en Turquía actual, donde se usó. El calendario, que tuvo 12 meses de 30 días y cinco días embolismos, se originó entre 550 y 330 a. C. cuando Capadocia era parte del imperio aqueménida persa. El calendario capadocio era idéntico al calendario zoroástrico; que se puede ver en su estructura, en los nombres avésticos y el orden de los meses. El calendario capadocio muestra la influencia de la cultura iraní en la región. La evidencia existente del calendario se remonta a los recuentos de astrónomos griegos, cuando ya se había adaptado al calendario juliano.

## Contexto
El calendario capadocio fue elaborado evidentemente en una época cuando Capadocia, una región histórica en Turquía actual, era una satrapía del imperio aqueménida. El calendario se llamó como la región en que era usado; no hay consenso sobre su fecha inicial precisa. Según el historiador Josef Markwart, el calendario empezó en 490 a. C., mientras según el filólogo Jacques Duchesne-Guillemin, empezó entre 490 y 480 a. C. Es un calendario solar que tuvo 360 días divididos en 12 meses, seguido por cinco días embolismos.
El calendario fue efectivamente una imitación del zoroástrico. Debido a que los persas eran el grupo político dominante en Capadocia en aquel entonces, se convirtió en el calendario principal de la región y sobrevivió así en el Reino de Capadocia. Aunque el paso de tiempo y diferencias dialécticas locales resultaron en diferencias menores en el deletreo, los nombres de meses del calendario capadocio son casi idénticos con los del calendario zoroástrico (avéstico). Los persas en Capadocia hablaban iranio occidental; por lo tanto, los nombres de meses en el calendario capadocio son más cercanos lingüísticamente al deletreo del persa medio (pahlavi) que el del avéstico en algunos aspectos. Sin embargo, las formas capadocias son más anticuadas y más cerca a las formas avésticas a este respecto.
El calendario capadocio es evidencia de las influencias perdurables de la cultura y religión iranias en Capadocia. Según la iranóloga Mary Boyce, el calendario capadocio, junto con los calendarios del persa medio, arsácida, sogdiano, jorezmita, bactriano, y armenio antiguo, fueron todos derivados del calendario estatal aqueménida que los persas habían introducido en el periodo aqueménida temprano para establecer los "medios aceptados de la estimación del tiempo para todos sus súbditos zoroástricos". Con el tiempo, cambios lingüísticos locales resultaron en versiones locales diferentes. Aparte de eso, estos calendarios son casi idénticos. El calendario capadocio sobrevivió a través de los textos griegos de la antigüedad tardía y aún era conocido tan tardíamente como el siglo IV a. C..

## Nombres de los meses
| Mes | Antiguo capadocio       | Avéstico            | Persa medio temprano | Persa medio | Persa      |
| --- | ----------------------- | ------------------- | -------------------- | ----------- | ---------- |
| 1   | [Ar]artana              | Fravašinąm          | Fravartīn            | Frawardīn   | Farvardīn  |
| 2   | Artegeste (Artēye<s>tē) | Ašahe vahištahe     | Artvahišt            | Ardwahišt   | Ordībehešt |
| 3   | Aratata                 | Haurvatātō          | Harvatāt             | Xordā̌d      | Ḵordad     |
| 4   | Teiri (Teirei)          | Tištryahe           | Tīr                  | Tīr         | Tīr        |
| 5   | Amartata                | Amərətātō           | Amurtāt              | Amurdā̌d     | Mordād     |
| 6   | Sathriore (Xathriorē)   | Khšathrahe vairyehe | Šahrevar             | Šahrewar    | Šahrīvar   |
| 7   | Mithre (Mithpē)         | Mithrahe            | Mihr                 | Mihr        | Mehr       |
| 8   | *Apomenapa              | Āpa̧m                | Āpān                 | Ābān        | Ābān       |
| 9   | Athra                   | Āthrō               | Atur                 | Ādur        | Āḏar       |
| 10  | Dathusa (Dathousa)      | Dathušō             | Dadv                 | Day         | Dey        |
| 11  | Osmana                  | Vaŋhə̄uš manaŋhō     | Vahuman              | Wahman      | Bahman     |
| 12  | Sondara (Sondara<mat?>) | Spəntayå ārmatōiš   | Spendārmat           | Spandarmad  | Esfand     |

Según Boyce y el historiador Frantz Grenet, la "exactitud en la parte principal de las correspondencias entre los calendarios" muestra que los usos adoptados por los zoroástricos en Capadocia fueron "por la mayor parte uniformes". Añaden que las únicas divergencias fueron en la substitución de Teiri (Teire) por la avéstica Tištrya, un cambio supuestamente extendido en muchas comunidades zoroástricas, y la "dedicación del mes octavo" a Apąm Napāt ("hijo de las aguas") en vez de Apąm ("aguas"), aquí está Varuna. Boyce y Grenet escribieron que esta "dedicación de mes" fue aparentemente única al calendario capadocio significando que hubiera habido controversia entre los zoroástricos en Capadocia sobre la elevación de Anahita sobre Varuna. Boyce y Grenet añadieron que este fenómeno muestra que aún bajo la forma fuerte de gobierno creada por los aqueménidas en una zona conocida por sus fuertes influencias de la religión persa, aparentemente los sacerdotes persas locales tuvieron alguna autonomía menor del cura.

## Adaptación al calendario juliano
Aunque el calendario capadocio se originó durante el periodo aqueménida, la evidencia existente solo se remonta a la antigüedad tardía, cuando ya se había adaptado al calendario juliano. El historiador Sacha Stern declaró que el calendario capadocio se habría adaptado al calendario julio en 44 a. C. Fue probablemente el primer calendario en el este de Roma en ser "julianizado", aún antes del calendario egipcio. Aún después de la "julianización" del calendario en el periodo romano, no obstante, la fecha del Año Nuevo capadocio fue "aproximadamente compatible a un calendario originalmente zoroástrico persa", y su estructura aún se basaba en el calendario persa original de 12 meses de 30 días seguidos por cinco días embolismos.